# Sulfadiazin
Sulfadiazin ist ein antiparasitär und bakteriostatisch wirksamer Arzneistoff aus der Gruppe der Sulfonamide. Dort gehört er zu den Pyrimidin-Sulfonamiden, die ab etwa 1946 im Markt eingeführt wurden. Es ist oral wirksam, wird rasch im Magen-Darm-Trakt resorbiert und zählt mit einer Plasmahalbwertszeit von 8 bis 17 Stunden zu den mittellang wirksamen Sulfonamiden.
Angezeigt ist Sulfadiazin zur Behandlung der Toxoplasmose beim Menschen in Kombination mit Pyrimethamin. Die Wirkung entsteht durch die strukturelle Verwandtschaft mit der p-Aminobenzoesäure und der dadurch bedingten Hemmung der Folsäuresynthese der Erreger. Als sehr seltene, schwere Nebenwirkungen wurden das Auftreten des Stevens-Johnson-Syndroms (SJS) und der Agranulozytose beobachtet.
Das wasserlösliche Sulfadiazin-Natrium ist nur für die parenterale Gabe geeignet. Eine unlösliche Form ist das Silbersulfadiazin, das in der lokalen Wundbehandlung angewendet wird.

## Handelsnamen
Debenal (hist.), Sulfadiazin-Heyl (D)